# 東京都立光明学園
東京都立光明学園（とうきょうとりつ こうめいがくえん）は、東京都世田谷区にある公立特別支援学校。肢体不自由者のための教育機関としては、日本最古の歴史を有する。

## 概要
生徒人数は約200人。近隣の小学校、中学校や国士舘高校との交流もある。

### 校訓
校訓は「学びの光、前途を照らす」。

### 教育目標
教育目標は4つある。
- 自らの夢の実現に向けて、確かな学力を身に付ける。
- 健康で心豊かに、安全に生活する力を身に付ける。
- 互いの人格を尊重し、豊かな人間関係を築く力を身に付ける。
- 自己の役割を担い、協力・協働して主体的に自立・社会参加する力を身に付ける。

## 沿革
- 1932年6月1日 - 麻布区本村町203にて東京市立光明学校として開校[3]
- 1939年9月19日 - 世田谷区松原に新校舎落成移転
- 1939年10月20日 - 麻布旧校舎に分校設置
- 1942年4月1日 - 東京市立光明国民学校となる
- 1944年7月1日 - 肢体不自由児が学童疎開から除かれたため、都心から通学する生徒のために学校校舎で合宿する全校現地疎開を開始（麻布分校は使用停止となる）
- 1945年5月15日 - 学校長松本保平の尽力で長野県戸倉上山田温泉に全校疎開
- 1945年5月25日 - 東京大空襲で本校舎4分の3、麻布分校を焼失
- 1946年4月1日 - 学童疎開解散、学童集団合宿教育所と改称
- 1947年4月1日 - 東京都立光明中学校（新制）併設
- 1949年4月9日 - 寄宿舎新築落成（木造平屋156.3坪）
- 1949年5月28日 - 全校引揚、東京へ復帰
- 1951年1月29日 - 多摩分校開校式挙行
- 1957年4月1日 - 東京都立光明養護学校となる
- 1958年4月1日 - 高等部設置、都立青鳥養護学校移転に伴い同校校舎（平屋171.25坪）が本校に所属換え
- 1958年4月7日 - 通学バス3台運行開始
- 1958年4月17日 - 治療関係室5、高等部教室1、会議室渡り廊下等147.1坪増築竣工
- 1959年4月1日 - 多摩分校独立、東京都小平養護学校となる
- 1960年5月29日 - プール竣工
- 1960年6月1日 - 講堂（82坪）、高等部教室（56坪）増築竣工。 校歌制定、講堂落成、校歌制定記念式挙行
- 1962年9月20日 - 新寄宿舎竣工
- 1963年3月29日 - 旧寮桜、桃寮舎改造工事
- 1966年3月31日 - 全面的増改築第1期工事完了（普通教室8、特別教室2）
- 1966年4月1日 - 通学バス1台増車、計4台になる。循環コース運行開始
- 1968年3月31日 - 鉄筋2階校舎第2期12教室（普通教室8、特別教室4）給食室、訓練室完成
- 1969年4月1日 - 都立城南養護学校開校に伴い、児童・生徒44名が転校。
- 1970年3月31日 - 鉄筋2階建校舎第3期工事竣工（普通教室4、特別教室1）
- 1971年3月31日 - 鉄筋2階建校舎第4期工事竣工（普通教室9、校長室、事務室、介助員室、父兄控室）
- 1972年3月31日 - 鉄筋2階建校舎第5期工事竣工（音楽室、技術室、被服室、染色室、職業科室、図書室、会議室）
- 1973年3月31日 - 鉄筋2階建校舎第6期工事竣工
- 1974年4月6日 - スクールバス1台増車されて計6台となり、初めてリフト付バス2台が配車される。
- 1975年4月7日 - スクールバスが2台増車され、計8台となる
- 1977年4月1日 - 都立府中養護学校開校に伴い、児童・生徒14名が転校。
- 1979年4月1日 - 訪問学級　小1、中1各一学級設置
- 1981年3月16日 - 国際障害者年教育推進協議会編教育映画「みんな友だち」作成に協力
- 1982年10月30日 - 創立50周年記念式典、光明紀用13号・創立50周年記念誌・児童生徒作品集“かたつむり”発行
- 1983年3月28日 - 肢体不自由教育発祥の地の記念碑除幕式
- 1983年10月29日 - 体育館・バスターミナル（プレイルーム・エレベーターを含む）・プール・機能訓練室竣工
- 1984年4月21日 - 体育館落成式・祝賀会、体育館落成記念誌発行
- 1986年3月27日 - ピロティー工事完了（陶芸室、資料室、教育相談室、配膳室）168m2
- 1986年3月31日 - 光明紀用改め実践報告集（創刊号）発行
- 1988年4月1日 - スクールバスが12台に増車。
- 1989年6月29日 - 寄宿舎改築工事竣工
- 1989年12月2日 - 寄宿舎落成式
- 1991年10月31日 - 校舎全面大改修工事竣工
- 1992年4月1日 - 国立小児病院に院内訪問学級を設置
- 1992年11月28日 - 創立60周年記念式典挙行
- 1995年4月1日 - 国立小児病院内の院内訪問学級が廃止され、そよ風分教室が設置される。
- 2002年2月22日 - そよ風分教室、国立小児病院から国立成育療育センターへ移転
- 2002年11月22日 - 創立70周年記念式典
- 2003年8月1日 - 「教育支援室」発足
- 2008年4月1日 - 東京都立光明特別支援学校となる。
- 2017年4月1日 - 東京都立光明特別支援学校と東京都立久留米特別支援学校が統合し東京都立光明学園となる。

## 教育課程
大きく2つの部門に分けられ、肢体不自由教育部門と、病弱教育部門がある。
それぞれ小学部・中学部・高等部に分けられているが、教育過程は違いがある。

### 肢体不自由教育部門
卒業後の自立と社会参加を目標としており、3つの教育課程に分けられる。また、すべての教育課程での共通の目標として社会参加・企業就労・大学進学等を目標としている。

#### 自立活動を主とする教育課程
障害が重度・重複の児童・生徒の教育的ニーズに対応するため、自立活動の指導を主とする教育課程を編成・実施している。

#### 知的障害を併せ有する児童・生徒の教育課程
知的障害を併せ有する児童・生徒の教育的ニーズに対応するため、知的障害特別支援学校の各教科及び各教科等を合わせた指導を主とした教育課程を編成・実施している。

#### 準ずる教育課程
教科指導が必要な児童・生徒の教育的ニーズに対応するため、小学校、中学校及び高等学校の教育内容に準ずる教育課程を編成・実施している。

#### 在宅訪問教育
通学が難しい児童・生徒の自宅に教員が訪問して指導を行う。 児童・生徒の実態に合わせた教育課程を実施する。

### 病弱教育部門
健康の回復を図りながら、前籍校復帰や進路を実化する力の獲得をめざす。場所が3種類あり、さらにそれぞれに教育課程がある。

#### 本校（寄宿舎利用）
教育課程は、「準ずる教育課程」のみ。

#### そよ風分教室
国立成育医療研究センター内にあり、入院している児童・生徒を対象に医療と連携した教育を行う。教育課程は、「準ずる教育課程」「知的障害を併せ有する児童・生徒の教育課程」「自立活動を主とする教育課程」の3課程がある。

#### 病院内訪問教育
担当地域にある病院を教員が訪問し、入院している児童・生徒への教育を行う。教育課程は、「準ずる教育課程」「知的障害を併せ有する児童・生徒の教育課程」「自立活動を主とする教育課程」の3課程がある。

## 行事
- 校外学習 - 全学部学習グループごとに年1回程度行われる。
- 宿泊学習 - 小学部5年生から各学年で毎年1回行われる。泊数は学年によって異なる。
- 光明祭 - 文化祭。毎年11月頃に開催される（2日間）。
- 学校公開 - 毎年7月頃と10月頃に開催される。

他に、オリンピック・パラリンピック教育や特別支援学校におけるスポーツ教育の推進事業に関する活動も行われている。

## 登下校
- 児童・生徒たちはスクールバスで登校する。
- 学区エリアは 世田谷区・目黒区・渋谷区の全域、港区の一部（赤坂、元赤坂、北青山、南青山、六本木、麻布十番、元麻布、西麻布、南麻布）、都内の島しょ地域。病弱教育部門は寄宿舎から通学するため東京都全域。
- 寄宿舎入舎の対象となるのは、肢体不自由教育部門に在籍している島しょ地域等に住所のある通学困難な児童・生徒と、本校病弱教育部門に在籍している児童・生徒全員。集団生活を通して、社会自立に向けての能力を養う。

## アクセス
- 隣には世田谷区立保健医療福祉総合プラザ「うめとぴあ」

### 本校
- 小田急小田原線「梅ヶ丘駅」下車。北口から徒歩3分
- 京王井の頭線「東松原駅」下車。徒歩8分

### そよ風分教室（国立成育医療研究センター内）
1. 小田急小田原線「成城学園前駅」南口より、小田急バス・東急バス 「渋谷駅行き」乗車（他の系統・行先のバスでも可の場合あり）
2. 「渋谷駅」より、小田急バス・東急バス「成城学園前駅西口行き」乗車
3. 東急田園都市線「用賀駅」より、東急バス「成城学園前駅行き」乗車
4. 東急田園都市線「二子玉川駅」より、東急バス「成育医療研究センター行き」乗車
5. 小田急小田原線「祖師ヶ谷大蔵駅」より、徒歩約 15 分

## 付録部